# Harald Haas
Harald Haas (* 1968 tại Neustadt an der Aisch, Đức) là một giáo sư về truyền thông di đông, nổi tiếng nhờ nghiên cứu về Li-Fi, được liệt vào danh sách 50 phát minh hay nhất trong tạp chí TIME 2011.

## Tiểu sử
Haas trước khi lấy bằng tiến sĩ tại đại học Edinburgh năm 2001, đã làm việc như là một kỹ sư cho hãng Siemens và Nokia. Sau đó ông là giáo sư ngành kỹ sư điện tử tại đại học Bremen từ 2002 tới 2006. Ông hiện giữ ghế giáo sư về truyền thông di động tại đại học Edinburgh, và cùng sáng lập cũng như là giám đốc kỹ thuật của hãng pureLiFi Ltd. Ngoài ra ông cũng là giám đốc trung tâm nghiên cứu và phát triển LiFi tại đại học Edinburgh. Lãnh vực chính của ông là công nghệ truyền dẫn bằng ánh sáng. Ông hiện có 31 bằng phát minh.